# Winnebago County, Iowa
Winnebago County är ett administrativt område i delstaten Iowa, USA, med 10 866 invånare. Den administrativa huvudorten (county seat) är Forest City.

## Geografi
Enligt United States Census Bureau har countyt en total area på 1 040 km². 1 037 km² av den arean är land och 3 km² är vatten.

### Angränsande countyn
- Faribault County, Minnesota - nordväst
- Freeborn County, Minnesota - nordost
- Worth County - öst
- Hancock County - söder
- Kossuth County - väst
- Cerro Gordo County - sydost

### Orter
- Buffalo Center
- Forest City (huvudort)
- Lake Mills
- Leland
- Rake
- Scarville
- Thompson